# Trnovac Sokolovački
Trnovac Sokolovački je naselje u Hrvatskoj u sastavu općine Sokolovca. Nalazi se u Koprivničko-križevačkoj županiji. 

## Zemljopis
Zapadno su Velike Sesvete i Male Sesvete, sjeverozapadno je Carevdar, sjeverno su Velika Branjska i Mala Branjska, sjeveroistočno su Srijem, Miličani, Mala Mučna i Brđani Sokolovački, istočno su Ladislav Sokolovački i Široko Selo, južno je Većeslavec, jugozapadno su Ruševac i Rašćani.

## Stanovništvo
| broj stanovnika | 113   | 135   | 133   | 151   | 146   | 193   | 155   | 160   | 167   | 178   | 180   | 150   | 132   | 120   | 119   | 104   | 89    |
|                 | 1857. | 1869. | 1880. | 1890. | 1900. | 1910. | 1921. | 1931. | 1948. | 1953. | 1961. | 1971. | 1981. | 1991. | 2001. | 2011. | 2021. |